# 瘗坎
瘗坎，亦作瘗埳，古代皇帝祭地时用以埋牺牲、玉帛等祭品的坑穴。
北京天坛圜丘坛东侧有瘗坎，圆形，绿色琉璃砖砌成，基座深埋地下，深达尺余，口径大概0.85米。由于明朝自嘉靖九年开始采用天地分祀，祭地改在北郊的方泽坛。所以，明清两朝在祭天之时，把牛的尾巴、牛毛、牛血埋入瘗坎，故又称“毛血池”，表示祭天之时不忘祭地。